# Nihon Kagakusha Kaigi
Die Nihon Kagakusha Kaigi (jap. 日本科学者会議, kurz: 日科, Nikka; engl. The Japan Scientists’ Association, kurz: JSA) ist eine wissenschaftliche Organisation, die sich der gesellschaftlichen Verantwortung von Wissenschaftlern und einer einheitlichen und unabhängigen Entwicklung der Wissenschaft in Japan verpflichtet hat. Die Organisation ist seit 1971 Mitglied der World Federation of Scientific Workers einem weltweiten Zusammenschluss von Wissenschaftsverbänden der Industrienationen. Die Japan Scientists’ Association arbeitet zudem mit dem International Network of Engineers and Scientists for Global Responsibility zusammen. Ihr Hauptsitz befindet sich im Stadtteil Bunkyō in der Präfektur Tokio.

## Überblick
Nach Kriegsende entstand in Japan 1946 zunächst die „Vereinigung demokratischer Wissenschaftler“ (民主主義科学者協会, Minshushugi Kagakusha Kyōkai) als politisch linksgerichtete Vereinigung von Natur- und Geisteswissenschaftlern. Unter dem Eindruck des Militarismus und der massiven Repressionen gegen die politische Linke während des Krieges ging es darum ein Forum zu schaffen, das dem Wunsch nach einer freiheitlich-demokratischen und pazifistischen Gesellschaftsordnung Ausdruck verlieh.
Im Juli 1965 war Bokurō Eguchi (1911–1989) gemeinsam mit 14 weiteren Wissenschaftlern der Auffassung, dass es zudem an der Zeit sei, eine alljapanische Organisation von Wissenschaftlern ins Leben zu rufen. Zu diesem Zweck wurde noch im gleichen Jahr am 4. Dezember eine Generalversammlung zur Gründung einer solchen Organisation einberufen, an der 461 Wissenschaftler aus 18 Präfekturen teilnahmen. Die Japan Scientists’ Association wurde mit 1186 Mitgliedern gegründet und der Leitung von Kamiyama Keizō anvertraut. Mitteilungsorgan ist seit März 1966 die Zeitschrift Nihon no Kagakusha (日本の科学者, etwa „Japanische Wissenschaftler“). Das Ziel der neu gegründeten Wissenschaftsgesellschaft besteht vor allem darin, für eine unabhängige Wissenschaft und eine friedliche Nutzung der Forschung einzutreten. Im Sinne der gesellschaftlichen Verantwortung von Wissenschaftlern wird die Beteiligung der Wissenschaft an jeglichen kriminellen oder kriegerischen Zusammenhängen, die existenzbedrohlich sind, vehement abgelehnt. Hierzu zählen etwa die Technologien für biologische, chemische und atomare Waffen, Fragen der Umweltverschmutzung, der Unterernährung oder gegenwärtig auch Fragen der Bioethik.
Ausdruck verlieh die Japan Scientists’ Association diesen Zielen beispielsweise im Mai 1968, als sie gemeinsam mit dem Kokumin Bunka Kaigi (国民文化会議, National Congress of Culture oder Peoples Culture Council) und zusammen mit der Beheiren-Bewegung (ベ平連, kurz für ベトナムに平和を！市民連合, Betonamu ni heiwa o shimin rengō, etwa: „Bürgervereinigung Frieden für Vietnam“) von den USA die sofortige Beendigung des Vietnamkrieges forderte.
Die JSA umfasst heute 47 Zweigstellen und ist damit in allen japanischen Präfekturen vertreten.